# Sicya solfataria
Sicya solfataria är en fjärilsart som beskrevs av Achille Guenée 1858. Sicya solfataria ingår i släktet Sicya och familjen mätare. Inga underarter finns listade i Catalogue of Life.